# 神香草叶千屈菜
神香草叶千屈菜（学名：Lythrum hyssopifolia）是千屈菜科千屈菜属的一年生草本植物，广泛分布于欧洲至中亚、北非至萨赫勒和阿拉伯半岛的盐湿低地。
牛羊等家畜食用神香草叶千屈菜会中毒。

## 形态
神香草叶千屈菜茎直立, 单生或具分枝。叶对生或互生, 线形、披针形至卵圆形，全缘。花单生叶腋处，花辐射对称，花瓣粉红色或淡紫色，矩圆形或椭圆形，基部楔形。蒴果扁圆形，完全包藏于宿存萼内。花期7月。